# Hans von Wartenberg
Hans Joachim von Wartenberg (Kellinghusen, 24 marzo 1880 – Gottinga, 4 ottobre 1960) è stato un chimico tedesco, famoso per le sue ricerche sulla chimica delle alte temperature e su composti fluorurati.

## Vita
Hans von Wartenberg nacque a Kellinghusen, nella regione dello Schleswig-Holstein. Ottenne il PhD a Berlino a soli 22 anni nel 1902 con una tesi dal titolo "Beitrag zur Kenntnis der Quecksilberoxyhalogenide". Diventò assistente di Walther Nernst all'Istituto di chimica fisica dell'Università di Gottinga. Nel 1905 seguì Nernst che si era trasferito all'Università Humboldt di Berlino. Nel 1907 ottenne la libera docenza. Nel 1910 sposò Gertrud Warburg e nello stesso anno divenne professore straordinario all'Istituto di chimica fisica. Nel 1913 divenne professore ordinario di chimica fisica alla Technische Universität di Danzica, dove dal 1916 al 1933 fu anche professore di chimica inorganica. Nel 1933 tornò a Gottinga, succedendo a Richard Zsigmondy alla cattedra di chimica inorganica. Nel 1937 fu obbligato a ritirarsi a causa delle leggi razziali naziste perché sua moglie era ebrea. Gli era stato suggerito di divorziare per mantenere la posizione accademica, ma Wartenberg rifiutò e poté continuare le sue ricerche solo grazie all'ospitalità del direttore dell'istituto di fisica, W. R. Pohl. Nel 1945, dopo la caduta del nazismo, fu reintegrato nella sua posizione all'Istituto di chimica inorganica, dove continuò a lavorare sperimentalmente fino alla morte.

## Contributi
Wartenberg fu famoso per le sue ricerche di chimica delle alte temperature e lo studio di composti del fluoro. Alcuni argomenti particolari sono ad esempio la misura dell'entalpia di formazione di molti composti inusuali come Cu2S, CuS, OF2, CuF2, Ag2F, CrF3, CrF4; la determinazione del punto di fusione di elementi come tungsteno, torio, palladio e platino; la determinazione del punto di ebollizione di argento e cromo. Lavorando sulla chimica del fluoro fu il primo ad ottenere composti come PbF4, CeF4, BiF5, CrF3, CrF4, CrF5.

## Opere
Wartenberg è autore di più di 150 articoli su riviste scientifiche specializzate.